# Johann von Wessenberg

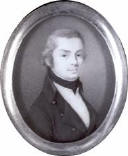
Johann Philipp von Wessenberg, porträtterad av Wendelin Moosbrugger.

Johann Philipp von Wessenberg-Ampringen, född den 28 november 1773, död den 1 augusti 1858, var en österrikisk friherre och ämbetsman. Han var bror till Ignaz Heinrich von Wessenberg. 
von Wessenberg innehade under 1810- och 1820-talen flera viktiga poster i Österrike-Ungerns utrikesministerium. Han var 1830–1831 envoyé i Haag samt juli–november 1848 konseljpresident och utrikesminister.